# Karbinci
Karbinci (mac. Карбинци) – wieś we wschodniej Macedonii Północnej. Ośrodek administracyjny gminy Karbinci. W 2002 roku 99,85% mieszkańców stanowili Macedończycy.